# Pilea formosa
Pilea formosa är en nässelväxtart som beskrevs av Ignatz Urban. Pilea formosa ingår i släktet pileor, och familjen nässelväxter. Inga underarter finns listade i Catalogue of Life.